# 香港商報

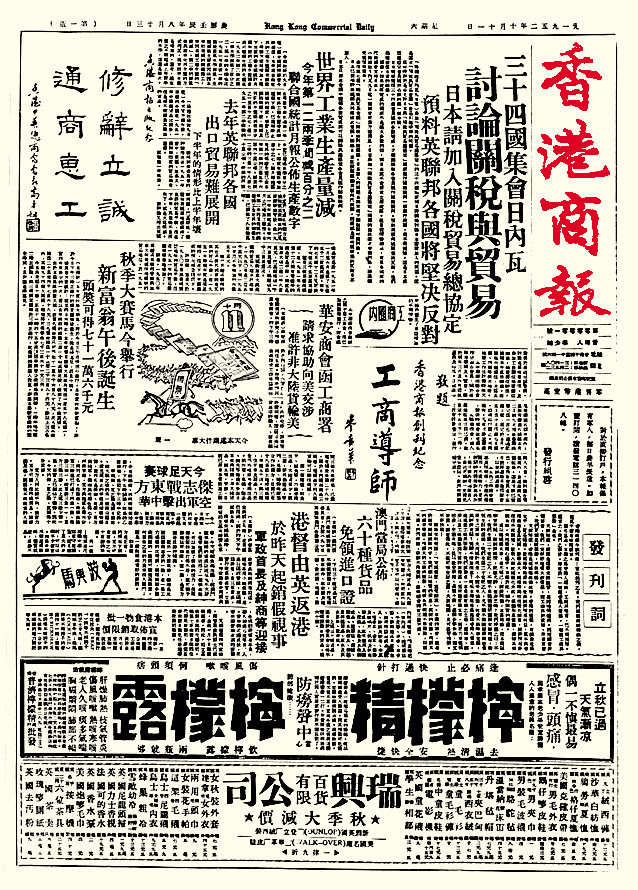
《香港商報》創刊號

香港商報（英語：Hong Kong Commercial Daily）是香港的中文日報，受香港中聯辦控制。該報在廣東省及澳門等地區有售，是在中國大陸發行量最大的香港報章。該報的目標讀者是商人，其辦報宗旨為「在商言商、港人報章、愛國愛港、公正持平」。其總部位於九龍牛頭角觀塘道332號香港商報大廈。

## 歷史
二戰後，中國國民黨和中國共產黨為了爭奪輿論陣地而分別在香港自主辦報，後者主辦或接办《大公報》、《文匯報》和《香港商報》，前者則主辦《香港時報》；1967年左派人士在香港發起六七暴動期間《香港商報》積極支持反英暴力活動。
1999年，深圳特区报业集团接管《香港商报》，取得其70%股权。《深圳特区报》社社长、总编辑、总经理同时兼任《香港商报》社长、总编辑、总经理，并由深圳特区报业集团员工派驻香港。
2006年，深圳报业集团无偿收购联合出版集团持有的香港商报公司29%股权，使得深圳报业集团的参股比例由70%提升至99%。2006年，深圳报业集团决定将出售商报公司45%股份予深圳新世界集团，并于2008年完成签约。
2007年5月，《香港商報》聯合海內外同行發起「全球商報聯盟」於香港成立，有30多家傳媒參與，成員遍布美洲、歐洲、東南亞等地區；聯盟要求成員將信息共享，使區域性報紙變成全球的報紙、全球的商業渠道，為區域媒體所用。2000年5月，該報得到中國政府特許，成為可於中國內地公開發行的香港報紙之一。
2011年，搬入兴建于九龙观塘道的香港商报大厦。

## 《香港商報》的副刊連載作品
| 年份           | 連載作品                                                                       | 作者   |
| -------------- | ------------------------------------------------------------------------------ | ------ |
| 1953年         | 《碧血劍》                                                                     | 金庸   |
| 1957年至1959年 | 「射雕三部曲」第一部《射雕英雄傳》                                             | 金庸   |
| 1960至1970年代 | 《還劍奇情錄》、《女帝奇英傳》、《狂俠天驕魔女》、《鳴鏑風云錄》及《廣陵劍》等 | 梁羽生 |